# Heidi Renoth
Heidi Renoth (n. 22 februarie 1978, Berchtesgaden, Bavaria, Germania) este o sportivă germană, medaliată olimpică. A participat la o ediție a Jocurilor Olimpice (1998) în care a câștigat o medalie de argint.

## Participări
Lista de mai jos prezintă principalele competiții la care a participat Heidi Renoth de-a lungul carierei.
- snowboarding at the 1998 Winter Olympics – women's giant slalom[*]